# Achillea ambrosiaca
Achillea ambrosiaca là một loài thực vật có hoa trong họ Cúc. Loài này được (Boiss. & Heldr.) Boiss. mô tả khoa học đầu tiên năm 1875.